# Abqaiq
Abqaiq o Buqayq (en árabe: بقيق buqayq, que significa "padre de las moscas de arena") es un campamento de la Saudi Aramco situado de la Provincia Oriental de Arabia Saudita. Construida en 1940, está situada en el desierto, a 60 km al suroeste del área metropolitana de Dammam, la capital de la provincia.
Abqaiq tenía en 2005 una población de aproximadamente 1950 personas, aunque la inclusión de la población que vive fuera del campamento amplía la cifra a 30.000.

## Descripción
Construida originalmente para albergar solo a los empleados de la empresa, la ciudad se ha convertido hoy en un mosaico multiétnico de saudíes, otras nacionalidades árabes (por ejemplo, de Egipto y Jordania), indios, pakistaníes, y algunos expatriados de EE. UU. y el Reino Unido.
Abqaiq tiene una escuela primaria que sigue los planes de estudios de EE. UU., y que está a disposición de las familias de empleados de Saudi Aramco. Debido a que el sistema escolar de la Saudi Aramco sólo llega hasta el 9.º grado, la Saudi Aramco paga la matrícula para que los hijos de los empleados asistan a escuelas de educación superior.
Una pequeña medina está al lado del campamento, con una comisaría de policía, a pesar de la Saudi Aramco cuenta con su propia fuerza de seguridad para patrullar en el recinto. También se encuentra en la ciudad un centro de propagación islámica.
Abqaiq tiene un campo de golf de 18 hoyos con los greens hechos de arena fina laminada (los llamados browns). El complejo también incluye dos piscinas, pistas de tenis, una pista de BMX, varios patios de recreo, un centro juvenil, una sala de juegos y una biblioteca, todo ello mantenido por Saudi Aramco, y son gratuitos para los empleados y sus familiares.
Es atendida por el aeropuerto Internacional Rey Fahd, a 85 kilómetros de distancia de la ciudad.

## Ataque a refinería y campo petrolífero
El 14 de septiembre de 2019 hubo un ataque con drones sobre 2 plantas de Saudi Aramco: la refinería de petróleo de Abqaiq y el campo petrolífero de Khurais, por el cual el gobierno saudí culpó a Irán por el ataque.